# Granatnik Hawk MM-1
Hawk MM-1 – amerykański granatnik rewolwerowy skonstruowany w latach 70. Granatnik MM-1 miał konstrukcję opartą na broni opatentowanej w 1935 roku przez Charlesa J. Manville'a znanej jako Machine Projector. Hawk MM-1 nie posiadał kolby i był przeznaczony dla służb policyjnych, ale pewna liczbę tych granatników zakupiły amerykańskie oddziały specjalne, był także eksportowany do krajów południowoamerykańskich i afrykańskich.

## Opis
Hawk MM-1 był bronią powtarzalną, rewolwerową. Rolę magazynka pełnił bęben rewolwerowy mieszczący 12 naboi. Po każdym strzale był on obracany przez sprężynę spiralną napinaną podczas ładowania. Bęben ładowany był od tyłu po obróceniu w bok tylnej części broni.